# Lagupie
Lagupie är en kommun i departementet Lot-et-Garonne i regionen Nouvelle-Aquitaine i sydvästra Frankrike. Kommunen ligger i kantonen Seyches som tillhör arrondissementet Marmande. År 2022 hade Lagupie 686 invånare.

## Befolkningsutveckling
Antalet invånare i kommunen Lagupie
| Referens: INSEE |